# Секретная ферма
«Секретная ферма» (англ. Old MacDonald Had a Farm — «У старого Макдональда была ферма») — научно-фантастический рассказ Майка Резника, написанный в 2001 году на английском языке, впервые опубликованный в сентябрьском выпуске журнала Asimov’s Science Fiction за 2001 год.
На русском языке был впервые опубликован в апрельском выпуске журнала «Если» за 2002 год в переводе Людмилы Щёкотовой.

## Сюжет
Проблема голода завела человечество в тупик. Учёный Цезарь Клодиус Макдональд объявил о том, что в поисках решения проблемы вывел «мясных колобков» — существ, похожих на розовые шарики на ножках. Они полностью годились в пищу, были вкусными и питательными. Журналисты, впервые побывавшие на секретной ферме, обнаружили, что «колобки» умеют разговаривать, и засомневались в этичности употребления их в пищу.

## История написания
По словам Майка Резника, вопрос о том, какой могла бы стать ферма старого Макдональда в будущем, возник в его голове по дороге в магазин или куда-то ещё в тот момент, когда его дочка Кэрол напевала бесконечную двухстрочную песенку в автомобиле, и он попросил её сменить репертуар на Old MacDonald Had a Farm. Ещё до возвращения домой Резник полностью придумал сюжет и в ту же ночь написал рассказ.

## Критика
Писатель Ли Баттерсби в статье для журнала Ideomancer о рассказах, номинированных на премию Хьюго в 2002 году, утверждал, что, невзирая на название, не проголосует за рассказ Old MacDonald Had A Farm только в том случае, если рассказ Ле Гуин окажется ещё лучше. Баттерсби утверждал, что персонажи рассказа Резника превосходят героев других номинированных рассказов, отличаясь правдоподобием и солидностью. Баттерсби нашёл, что действующие в рассказе отшельник-миллионер, ловкие пиарщики и циничные журналисты легко могли бы остаться стереотипными карикатурами, но человечность, приданная им Резником, превратила их в реальных людей. По мнению Баттерсби, перед персонажами стояла задача убедить перенаселённый и голодающий мир в необходимости принять новый источник пищи, но что им поделать с тем, что эта пища умеет разговаривать? Баттерсби счёл, что удвоенный парадокс личной ответственности и большой потребности — внутренних и внешних моральных вопросов, затронутых в рассказе, поднял «Секретную ферму» над обыденностью, чего не удалось сделать другим номинантам.
Писатель Эрик Флинт в предисловии к рассказу «Секретная ферма», опубликованному в 2012 году в сборнике Win Some, Lose Some, написал, что подготовка предисловия вызвала трудности, не помогло даже обращение к самой разнообразной литературоведческой литературе. По мнению Флинта, это было вызвано тем, что автор рассказа — ловкач, а классические литературоведы не умеют разбирать подобное творчество, потому что они считают таких авторов мошенниками, жуликами, торгашами, аферистами. Флинт полагал, что «Секретная ферма» является лучшим примером литературного мошенничества в творчестве Резника. В этом хитроумном, по мнению Флинта, произведении сюжет постоянно ускользает в другое русло, как только начинает казаться, что читатель что-то понял. Флинт утверждал, что, в отличие от произведений Платона, в рассказе Резника невозможно отличить плохих парней от хороших. У рассказа есть мораль, но Флинт сомневался в том, что здравомыслящий человек сможет после прочтения сделать этический вывод, который удовлетворил бы Спинозу или Микки Спиллейна. Флинт был уверен, что триста лет назад такого ловкача, как автор, сожгли бы на костре.

## Награды и номинации
- 2002 — номинация на премию «Хьюго» в категории «Лучший рассказ» (англ. Best Short Story)[2][3].
- 2002 — премия читателей журнала «Азимов»[нем.] в категории «Рассказ»[2][3].
- 2003 — испанская премия[3].
- 2003 — номинация на премию «Сигма-Ф» в категории «Перевод (Лучшее зарубежное произведение)»[2].

## Издания
- Resnick M. Old MacDonald Had a Farm :  [англ.] / Illustration by Darryl Elliott // Asimov’s Science Fiction. — 2001. — Vol. 25, no. 9 (308) (September). — P. 44—55.
- Резник М. Секретная ферма :  [рус.] / Перевела с английского Людмила Щекотова. Иллюстрации Владимира Овчинникова // Если. — 2002. — № 4. — С. 3—20.
- Resnick M. La granja del viejo McDonald :  [исп.] / Traducción de Rodolfo Prado Bores // II antología de relatos El Melocotón Mecánico / Edited by Raúl Gonzálvez del Águila. — Granada : Grupo AJEC[исп.], 2003. — P. 9—25. — 261 p. — (Albemuth, #5). — ISBN 84-96013-00-6[8].
- Resnick M. McDonald tenía una granja :  [исп.] // Sueños nuevos por viejos / Traducción: Pepa Linares. Diseño de cubierta: Ángel Uriarte. Ilustración: Óscar René Gerardo Quirós. — Madrid : Alianza Editorial[исп.], 2003. — P. 177—194. — 398 p. — (Runas, #1). — ISBN 84-206-8311-6[8].
- Resnick M. Old MacDonald Had a Farm :  [англ.] // New Dreams for Old / Introduction by Nancy Kress. — Amherst, New York[англ.] : Pyr[англ.], 2006. — P. 190—208. — 419 p. — ISBN 978-1-59102-441-5.
- Resnick M. Old MacDonald Had a Farm :  [англ.] // Resnick's Menagerie / With an Introduction by Kij Johnson. — Sharon, MA[англ.] : Silverberry Press, 2012. — P. 198—216. — 293 p. — ISBN 978-0-9843608-8-8.
- Resnick M. Old MacDonald Had a Farm :  [англ.] // Win Some, Lose Some : The Hugo Award Winning (and Nominated) Short Science Fiction and Fantasy of Mike Resnick / Series Editor Steven H Silver[англ.]. — Deerfield, Illinois[англ.] : ISFiC Press[англ.], 2012. — ISBN 978-0-9857989-0-1.
- Резник М. Секретная ферма :  [рус.] / Перевод Л. Щёкотовой // Самое далёкое плавание. Посвящается Хьюго Гернсбеку / Составитель Андрей Лысак. — Ессентуки : Space Invaders, 2018. — 1000 с. — (Шедевры фантастики (продолжатели)).
- Ноябрьский марафон НФ 2021. Майк Резинк - "Секретная ферма" :  [рус.] / Читает Кирилл Головин // Youtube : аудио.
- Resnick M. Old MacDonald Had a Farm :  [англ.] // Galaxy's Edge. — 2023. — No. 60 (January).